# Anuszewo
Anuszewo (deutsch Annussewen, 1938–1945 Brennerheim) ist ein kleiner Ort in der polnischen Woiwodschaft Ermland-Masuren. Er gehört zur Gmina Pisz (Stadt- und Landgemeinde Johannisburg) im Powiat Piski (Kreis Johannisburg).

## Geographische Lage
Anuszewo liegt im östlichen Süden der Woiwodschaft Ermland-Masuren, 14 Kilometer südwestlich der Kreisstadt Pisz (deutsch Johannisburg).

## Geschichte
Der heutige und um 1820 Annuszowyborreck, nach 1824 Annusewen, nach 1871 Annussöwen und bis 1938 Annussewen genannte Weiler (polnisch Osada) bestand ursprünglich aus mehreren kleinen Höfen und Gehöften. 1804 wurde der Ort als Erbpachtdorf gegründet. Von 1874 bis 1945 war das Dorf in den Amtsbezirk Kullik (polnisch Kulik) eingegliedert.
1910 waren in Annussewen 77 Einwohner registriert, 1933 waren es 78. Am 3. Juni (amtlich beglaubigt am 16. Juli) 1938 wurde Annussewen aus politisch-ideologischen Gründen der Abwehr fremdländisch klingender Ortsnamen in Brennerheim umbenannt. Die Einwohnerzahl belief sich 1939 auf noch 68.
In Kriegsfolge kam das Dorf 1945 mit dem gesamten südlichen Ostpreußen zu Polen und erhielt die polnische Namensform Anuszewo. Heute ist es eine Ortschaft im Verbund der Stadt- und Landgemeinde Pisz (Johannisburg) im Powiat Piski (Kreis Johannisburg), bis 1998 der Woiwodschaft Suwałki, seither der Woiwodschaft Ermland-Masuren zugehörig.

## Religionen
Bis 1945 war Annussewen in die evangelische Kirche Turoscheln (1938–1945 Mittenheide, polnisch Turośl) in der Kirchenprovinz Ostpreußen der Evangelischen Kirche der Altpreußischen Union sowie in die römisch-katholische Kirche Johannisburg im Bistum Ermland eingepfarrt.
Heute gehört Anuszewo katholischerseits zur Pfarrei Turośl im Bistum Ełk der Römisch-katholischen Kirche in Polen. Die evangelischen Einwohner halten sich zur Kirchengemeinde in der Kreisstadt Pisz in der Diözese Masuren der Evangelisch-Augsburgischen Kirche in Polen.

## Verkehr
Anuszewo liegt südwestlich einer Nebenstraße, die von Ruciane-Nida (Rudczanny-, 1938–1945 Niedersee-Nieden) über Wiartel ((Groß) Wiartel) bis nach Łacha in der Woiwodschaft Podlachien führt, und ist über Wielki Las (Wielgilasz, 1905–1945 Tannenheim) zu erreichen. Eine Bahnanbindung besteht nicht.